# 캄포 데 오도넬
캄포 데 오도넬(스페인어: Campo de O'Donnell, 오도넬의 구장)은 스페인 마드리드의 다목적 경기장이다. 이 경기장은 길을 따라 200m 떨어진 곳에 위치한 아틀레티코 마드리드의 동명의 경기장과 다른 경기장이다. 이곳은 본래 오도넬의 잔디 구장(campo)으로 카예 데 오도넬 옆에 붙어 있다. 레알 마드리드는 이 곳을 1912년부터 안방 구장으로 사용하였다. 경기장의 수용 인원은 5,000명이었다. 1923년, 레알 마드리드는 캄포 데 시우다드 리네알로 안방 구장을 옮기면서 오도넬의 구장은 폐장되었다.
오도넬의 구장은 네 번의 대회 결승전을 개최했다: 1908 코파 델 레이 결승전, 1909 코파 델 레이 결승전, 1913 FEF 코파 델 레이 결승전, 그리고 1918 코파 델 레이 결승전